# Pont Louis-Philippe
Pont Louis-Philippe (česky Most Ludvíka Filipa) je silniční most přes řeku Seinu v Paříži. Nachází se ve 4. obvodu, kde spojuje pravý břeh a severozápadní cíp ostrova sv. Ludvíka. Most nese jméno francouzského krále Ludvíka Filipa.

## Historie
Základní kámen dřevěného mostu byl položen 29. července 1833 při oslavě nástupu Ludvíka Filipa na trůn. Most byl pro veřejnost otevřen 26. července 1834. Most vyhořel během revoluce v roce 1848 a v roce 1852 byl obnoven pod názvem pont de la Réforme (most Reformy). Protože tento most záhy nedostačoval narůstajícímu provozu, bylo rozhodnuto jej zbořit a nahradit jiným. Nový kamenný most byl postaven v letech 1860–1862 o něco dále po proudu a na rozdíl od předchozích staveb směřuje kolmo k řece. Most byl otevřen v dubnu 1862. V roce 1995 bylo vyměněno staré kamenné zábradlí, zničené počasím.

## Architektura
Most postavili inženýři Edmond-Jules Féline-Romany a Jules Savarin. Kamenný most má tři oblouky, je 100 metrů dlouhý a široký 15,20 metrů. Pilíře jsou zdobeny kovovou růžicí, kolem které je kamenný věnec.